# Coupe de Belgique féminine de football 2013-2014
Navigation
Édition précédente Édition suivante
La Coupe de Belgique de football féminin 2013-2014 est la 38e édition de la compétition. La finale se joue le samedi 10 mai 2014, à 18 heures, au Freethiel à Beveren. Elle oppose le Standard de Liège, (12e finale), au Club Bruges KV, (1e finale). Le Standard de Liège enlève sa 7e Coupe de Belgique. 

## Calendrier de la compétition
| 1                                        | Tour préliminaire   | 10 août 2013     |
| 2                                        | Premier tour        | 17 août 2013     |
| (entrée en lice des clubs de D3)         |                     |                  |
| 3                                        | Deuxième tour       | 24 août 2013     |
| (entrée en lice des clubs de D2)         |                     |                  |
| 4                                        | Troisième tour      | 2 novembre 2013  |
| (entrée en lice des clubs de D1)         |                     |                  |
| 5                                        | Quatrième tour      | 30 novembre 2013 |
| 6                                        | Huitièmes de finale | 11 janvier 2014  |
| (entrée en lice des clubs de BeNe Ligue) |                     |                  |
| 7                                        | Quarts de finale    | 15 février 2014  |
| 7                                        | Demi-finales        | 13 avril 2014    |
| 8                                        | Finale              | 10 mai 2014      |

## Tour préliminaire
Le tour préliminaire se joue le samedi 10 août 2013. Les matchs se jouent en une manche. 
| Équipe 1                      | Score         | Équipe 2              |
| RFC Wiersien                  | 10 - 0        | RSC Templeuvois       |
| K.Eendracht De Haan           | 8 - 4         | SV Zaffelare          |
| Ladies Oudenburg              | 2 - 10        | KWS Desselgem         |
| KVE Drongen                   | 0 - 5         | R.Knokke FC           |
| VK Watervliet                 | 0 - 5         | KSV Sottegem          |
| FC Brunehaut                  | 3 - 2         | FC Ellezellois        |
| Atlas Linter                  | 0 - 0 4-2 tab | KSOC Maria-ter-Heide  |
| K Bokrijk Sport               | 1 - 3         | Miecroob Veltem       |
| FC Merchtem 2000              | 0 - 14        | YRKV Malines          |
| KV Turnhout                   | 5 - 0 forfait | Herleving RS Haasdonk |
| FC Forest                     | 5 - 0 forfait | K Overpeltse VV       |
| RC Reppel                     | 6 - 1         | VK St-Agatha-Berchem  |
| JS Jamioulx                   | 9 - 0         | RFC Bioul 81          |
| RCS Florennois                | 1 - 5         | R Aywaille FC         |
| RES Couvin-Mariembourg        | 8 - 7         | R Entente Houffalize  |
| RJS St-M.Wideumont            | 5 - 3         | Stade Disonais        |
| Entente Sportive Viroin-Olloy | 1 - 5         | RFC La Buissière      |
| RFC De Gilly                  | 5 - 1         | RUS Club Anderlues    |
| R Gembloux Sports             | 0 - 4         | CS Bossièrois         |
| Étoile Rouge de Belgrade¹     |               |                       |

### Note
¹ Club qualifié pour le 1er tour sans jouer

## 1ertour
Le 1er tour se joue le samedi 17 août 2013. Les clubs de D3 entrent en lice. Les matchs se jouent en une manche. 
| Équipe 1                   | Score         | Équipe 2                        |
| R Knokke FC¹               | -             |                                 |
| KV Turnhout                | 4 - 0         | ASE de Chastre                  |
| SK Staden¹                 | -             |                                 |
| FC Brunehaut               | 1 - 13        | Waasland Beveren-Sinaai Girls B |
| Miecroob Veltem            | 5 - 0 forfait | USF Montroeul-Dergneau          |
| Fémina Sport de Charleroi  | 3 - 1         | YRKV Malines                    |
| KWS Desselgem              | 1 - 2         | Wallonia Club Sibret            |
| RES Gesvoise¹              |               |                                 |
| KSV Sottegem¹              |               |                                 |
| K.Boechoutse VV¹           |               |                                 |
| K.Eendracht De Haan¹       |               |                                 |
| Cerkelladies Bruges        | 8 - 0         | CS Bossièrois                   |
| AS Club Havinnes¹          |               |                                 |
| RUA Plombières¹            |               |                                 |
| ES Obourg-Nimy-Maisières   | 14 - 1        | RFC Wiersien                    |
| KFC Merelbeke              | 9 - 0         | JS Jamioulx                     |
| Étoile Rouge de Belgrade   | 2 - 5         | FC Halvenweg Zonhoven           |
| R Aywaille FC              | 0 - 8         | KSK Beveren                     |
| Wolfsdonk Sport            | 20 - 0        | RFC De Gilly                    |
| DV Lot¹                    |               |                                 |
| RFC La Buissière           | 0 - 11        | AA Gand Ladies B                |
| RC Fémina Antheit          | 10 - 3        | RJS St-M.Wideumont              |
| Saint-Trond VV B           | 19 - 0        | RES Couvin-Mariembourg          |
| US Saint-Remy              | 8 - 0         | RC Reppel                       |
| Royal Anvers FC Ladies B¹  |               |                                 |
| Racing Jeunesse Arlonaise¹ | -             |                                 |
| Atlas Linter               | 5 - 0 forfait | KDC Ruddervoorde                |

### Note
¹ Clubs qualifiés pour le 2e tour sans jouer

## 2etour
Le 2e tour se joue le samedi 24 août 2013. Les clubs de D2 entrent en lice. Les matchs se jouent en une manche. 
| Équipe 1                  | Score         | Équipe 2                        |
| Saint-Trond VV B          | 9 - 2         | AS Club Havinnes                |
| RES Gesvoise              | 1 - 4         | KSK Beveren                     |
| Miecroob Veltem           | 4 - 1         | KFC Merelbeke                   |
| R Knokke FC               | 0 - 2         | VC Moldavo                      |
| Fémina Sport de Charleroi | 0 - 1         | ES Obourg-Nimy-Maisières        |
| RC Fémina Antheit         | 0 - 5         | K Achterbroek VV                |
| DV Lot                    | 3 - 8         | DV Tongres                      |
| Wolfsdonk Sport           | 6 - 2         | Cerkelladies Bruges             |
| DVL Zonhoven B            | 4 - 0         | Atlas Linter                    |
| RUA Plombières            | 0 - 7         | Club Bruges KV B                |
| K.Eendracht De Haan       | 0 - 19        | US Saint-Remy                   |
| AA Gand Ladies B          | 6 - 1         | K.Boechoutse VV                 |
| KV Turnhout               | 1 - 2         | Dames VK Egem                   |
| DV Famkes Merkem          | 5 - 1         | SK Staden                       |
| KSV Sottegem              | 1 - 5         | Waasland Beveren-Sinaai Girls B |
| FC Halvenweg Zonhoven     | 3 - 8         | KFC Rapide Wezemaal             |
| Racing Jeunesse Arlonaise | 0 - 3         | SV Zulte Waregem B              |
| Eendracht Louwel¹         |               |                                 |
| Royal Anvers FC Ladies B  | 0 - 2         | K.Massenhoven VC                |
| Wallonia Club Sibret      | 5 - 0 forfait | Lommel United WS                |

### Note
¹ Club qualifié pour le tour suivant sans jouer

## 3etour
Le 3e tour se joue le samedi 2 novembre 2013. Les clubs de D1 entrent en lice. Les matchs se jouent en une manche. 
| Équipe 1                 | Score         | Équipe 2                        |
| ES Obourg-Nimy-Maisières | 2 - 3         | KSK Beveren                     |
| US Saint-Remy            | 2 - 3         | FCF White Star Woluwé           |
| Miecroob Veltem          | 1 - 8         | DVC Eva's Tirlemont             |
| SV Zulte Waregem B       | 1 - 1 4-2 tab | Waasland Beveren-Sinaai Girls A |
| VC Dames Eendracht Alost | 4 - 1         | KFC Rapide Wezemaal             |
| Lierse SK B              | 2 - 1         | Club Bruges KV B                |
| RAEC Mons                | 3 - 0         | Waasland Beveren-Sinaai Girls B |
| DVL Zonhoven B           | 4 - 3         | AA Gand Ladies B                |
| K Achterbroek VV         | 1 - 3         | DVL Zonhoven A                  |
| KSK Heist                | 2 - 0         | DV Tongres                      |
| Eendracht Louwel         | 3 - 2         | VC Moldavo                      |
| Oud-Heverlee Louvain B   | 6 - 0         | DV Famkes Merkem                |
| SV Zulte Waregem         | 6 - 1         | Wallonia Club Sibret            |
| Dames VK Egem            | 5 - 0 forfait | Saint-Trond VV                  |
| Standard de Liège B      | 3 - 0         | Wolfsdonk Sport                 |
| K.Massenhoven VC         | 1 - 1 3-1 tab | RSC Anderlecht B                |

## 4etour
Le 4e tour se joue le samedi 30 novembre 2013. Les matchs se jouent en une manche.
| Équipe 1                 | Score | Équipe 2            |
| Oud-Heverlee Louvain B   | 0 - 1 | Standard de Liège B |
| FCF White Star Woluwé    | 4 - 0 | DVL Zonhoven B      |
| SV Zulte Waregem B       | 2 - 4 | KSK Heist           |
| K.Massenhoven VC         | 4 - 1 | Dames VK Egem       |
| Lierse SK B              | 3 - 2 | SV Zulte Waregem A  |
| VC Dames Eendracht Alost | 7 - 0 | KSK Beveren         |
| RAEC Mons                | 0 - 1 | DVC Eva's Tirlemont |
| Eendracht Louwel         | 0 - 7 | DVL Zonhoven A      |

## Huitièmes  de finale
Les huitièmes de finale se jouent le samedi 11 janvier 2014. Les clubs de la BeNe Ligue entrent en lice. Les matchs se jouent en une manche.
| Équipe 1                 | Score | Équipe 2               |
| DVC Eva's Tirlemont      | 3 - 5 | Royal Anvers FC Ladies |
| Lierse SK                | 7 - 1 | FCF White Star Woluwé  |
| VC Dames Eendracht Alost | 0 - 2 | RSC Anderlecht         |
| KSK Heist                | 0 - 6 | Standard de Liège      |
| DVL Zonhoven             | 2 - 4 | AA Gand Ladies         |
| Standard de Liège B      | 3 - 0 | Lierse SK B            |

## Quarts de finale
Les quarts de finale se jouent le samedi 15 février 2014. Les matchs se jouent en une manche.
| Équipe 1               | Score | Équipe 2             |
| Royal Anvers FC Ladies | 1 - 4 | Club Bruges KV       |
| Standard de Liège B    | 0 - 6 | RSC Anderlecht       |
| Standard de Liège      | 2 - 1 | Oud-Heverlee Louvain |
| Lierse SK              | 2 - 0 | AA Gand Ladies       |

## Demi-finales
Les demi-finales se jouent le dimanche 13 avril 2014. Les matchs se jouent en une manche.
| Équipe 1          | Score        | Équipe 2       |
| Lierse SK         | 1 - 14-5 tab | Club Bruges KV |
| Standard de Liège | 4 - 1        | RSC Anderlecht |

## Finale
| Équipes            | Standard de Liège-Club Bruges KV |
| Score              | 5 - 0 |
| Date               | Samedi 10 mai 2014 |
| Stade              | Freethiel, Beveren |
| Arbitre            | |
| Assistants-arbitre | |
| Standard de Liège  | Kelly Ickmans, Julie Grégoire, Imke Courtois, Riete Loos (72' Mélanie Mignon), Maud Coutereels (C), Julie Biesmans, Cécile De Gernier (77' Audrey Demoustier), Sanne Schoenmakers (62' Davina Philtjens), Vanity Lewerissa, Aline Zeler, Tessa Wullaert |
| Club Bruges KV     | Jana Vanhauwaert, Jody Vangheluwe, Bieke Vandenbussche, Heleen Jaques, Barbara Lezy (72' Elle Decorte), Tine De Caigny, Ingrid De Rycke (C), Nicky Van Den Abbeele, Silke Demeyere, Lore Dezeure (74' Yana Haesebroek), Jana Coryn                      |
| Buts               | 34' Maud Coutereels 1-0, 43' Aline Zeler 2-0, 59' Tessa Wullaert 3-0, 76' Vanity Lewerissa 4-0, 86' Vanity Lewerissa 5-0 |
| Cartes jaunes      | 26' Silke Demeyere |